# 62 î.Hr.

## Nașteri
- dată necunoscută: Octavianus Augustus primul împărat al Imperiului Roman (d. 14)